# Erythroxylum vasquezii
Erythroxylum vasquezii är en tvåhjärtbladig växtart som beskrevs av T. Plowman. Erythroxylum vasquezii ingår i släktet Erythroxylum och familjen Erythroxylaceae. Inga underarter finns listade i Catalogue of Life.